# 凱夫城 (加利福尼亞州)
凱夫城（英語：Cave City）是位於美國加利福尼亞州卡拉韋拉斯縣的一個非建制地區。該地的面積和人口皆未知。

## 地理
凱夫城的座標為38°12′09″N 120°30′31″W / 38.20250°N 120.50861°W，而該地的平均海拔高度為494米（即1621英尺）。